# Hợp tung
Hợp tung (chữ Hán: 合縱) là kế sách liên minh giữa các nước chư hầu thời Chiến Quốc trong lịch sử Trung Quốc. Kế sách được Công Tôn Diễn đề xuất, sau đó Tô Tần kế tục, kế sách này tạo liên minh theo chiều dọc.

## Nội dung
Hợp tung là "hợp chúng nhược dĩ công nhất cường", nghĩa là hợp nhiều nước nhỏ đánh một nước lớn, nhằm chống bị nước lớn thôn tính.
Trong thời kỳ Chiến Quốc, Tần và Tề nổi lên là hai nước mạnh ở phía tây và phía đông. Mặt khác, hai nước này còn tìm cách liên minh với nhau, tạo ra sự uy hiếp lớn đối với sự tồn tại của các nước khác. Trong hoàn cảnh đó, các nước khác liên hợp lại với nhau. Do các nước nhỏ này nằm trải từ bắc xuống nam, nên sự liên minh gọi là hợp tung (liên kết chiều dọc) (còn nước Tần ở phía tây liên minh với các nước khác phía đông gọi là liên hoành - liên kết chiều ngang).
Tùy từng giai đoạn có hoàn cảnh cụ thể, hợp tung có thể có nhiều hoặc ít nước, nhưng đối tượng công kích trong thời kỳ đầu là Tần và Tề. Vào cuối thời Chiến Quốc, khi Tề bị suy nhược sau đợt chiếm đóng của Yên (284 TCN-278 TCN), chỉ còn Tần là hùng mạnh thì Tần là đối tượng công kích duy nhất của các nước hợp tung.

## Đề xướng
Trước đây, người ta thường coi biện sĩ Tô Tần là người chủ xướng việc hợp tung, nhưng gần đây các sử gia khẳng định người đầu tiên đề xướng và thực hiện việc hợp tung không phải Tô Tần mà là Công Tôn Diễn, tướng quốc nước Ngụy. Tô Tần có niên đại hoạt động sau Công Tôn Diễn khoảng trên 20 năm, là người kế tục Công Tôn Diễn thực hiện hợp tung.
Năm 323 TCN, theo kế sách liên hoành của Trương Nghi, Tần Huệ Văn vương gặp và liên minh với Tề Tuyên vương, Sở Hoài vương. Cùng lúc đó, để đối phó, Công Tôn Diễn kiến nghị Ngụy Huệ vương hội kiến để liên minh với vua các nước Hàn, Triệu, Yên và Trung Sơn. Đó là sự kiện "5 nước cùng xưng vương" ("Ngũ quốc tương vương"), tiến hành hợp tung, thực hiện một mặt trận liên hợp.

## Lần thứ nhất

### Đối đầu chính trị với liên hoành
Liên minh hợp tung đạt được từ sự thuyết phục các chư hầu nhỏ yếu của Công Tôn Diễn về quyền lợi thiết thực của họ. Ngược lại, phái liên hoành cũng dùng đối sách ứng phó bằng những cuộc du thuyết và hoạt động ngoại giao.
Sự kiện "ngũ quốc tương vương" đánh dấu việc thành lập liên minh hợp tung lần đầu tiên, nhưng đó chỉ là giao ước về chính trị, mà chưa có hành động quân sự nào. Liên minh chính trị này trong thời kỳ đầu gặp phải sự ly gián của Tề Tuyên vương. Nước Tề lo ngại mối liên hợp 5 nước nên tìm cách phá hoại. Tề Tuyên vương muốn ly gián Trung Sơn với Triệu và Ngụy, rồi sau đó lại tìm cách ly gián Trung Sơn với Yên và Triệu, nhưng đều không thành công.
Nhưng liên minh hợp tung tiếp tục bị thử thách. Cuối năm 323 TCN, Sở Hoài vương cùng liên hoành với Tần, mang quân tấn công phía nam nước Ngụy. chiếm đóng 8 ấp của nước Ngụy.
Kế đó, để phá kế hợp tung của Công Tôn Diễn, năm 322 TCN, Trương Nghi từ nước Tần sang nước Ngụy thuyết phục Ngụy vương liên hoành với nước Tần và Hàn để tấn công Tề và Sở. Ngụy Huệ vương sau nhiều năm chiến tranh, hiện trạng lúc đó phía nam bị thất thế với quân Sở, nên muốn hòa giải với nước Tần để có đồng minh chống Sở. Do đó Ngụy Huệ vương trọng dụng Trương Nghi, phong làm tướng quốc và xa lánh Công Tôn Diễn.
Để đối phó, Công Tôn Diễn sai người sang nước Hàn, nói với tông thất nước Hàn là Hàn Công Thúc biết tác hại liên minh giữa Tần và Ngụy với nước Hàn: hai nước này dự định cùng đánh Hàn để xé đất, nếu nước Hàn trọng dụng ông thì ông có thể phá liên hoành Tần-Ngụy đó. Hàn Công Thúc tán thưởng ý kiến của Công Tôn Diễn và mời ông sang nước Hàn lo việc quốc sự.
Cùng lúc, Tề và Sở thấy việc liên hoành giữa Ngụy với Tần bất lợi cho mình, nên Tề Tuyên vương và Sở Hoài vương cùng công khai ủng hộ Công Tôn Diễn làm tướng quốc nước Ngụy để phá liên minh đó. Ngụy Huệ vương vốn muốn lợi dụng quân Tần để chống Sở và Tề, nhưng sau đó nhận ra Trương Nghi chỉ muốn kéo mình sang phía nước Tần, nên rất bất mãn, không chịu thần phục nước Tần. Tần Huệ Văn vương thấy Ngụy Huệ vương không thần phục bèn ra quân đánh Ngụy.
Thấy nước Tần phát động chiến tranh chống Ngụy, các nước Tề, Sở, Yên, Triệu đều lo lắng. Các nước này cùng nhau ủng hộ chủ trương hợp tung của Công Tôn Diễn, mời ông tham gia bàn thảo kế sách cho nước mình. Năm 319 TCN, Ngụy vương thấy chư hầu mời Công Tôn Diễn bèn đuổi Trương Nghi trở về nước Tần và đưa Công Tôn Diễn trở lại làm tướng quốc chủ trì chính sự. Kết quả Công Tôn Diễn được đeo ấn tướng quốc 5 nước chư hầu, càng tích cực đẩy mạnh phong trào hợp tung.

### Đối đầu quân sự
Sang năm 318 TCN, 4 nước Triệu, Hàn, Yên, Sở theo lời kêu gọi của Tê Thủ quyết định hợp binh với nước Ngụy cùng đánh nước Tần, cử Sở Hoài vương làm Tung trưởng. Tuy nhiên cuối cùng chỉ có 3 nước Hàn, Triệu, Ngụy (Tam Tấn) thực sự xuất quân hợp lực tấn công nước Tần.
Khi quân 3 nước tiến đến cửa ải Hàm Cốc thì bị tướng Tần là Thứ trưởng Sư Lý Tật đánh phủ đầu. Vì tổ chức quân 3 nước lỏng lẻo nên không địch nổi quân Tần. Sang năm 317 TCN, Sư Lý Tật đánh bại quân Hàn, Triệu, Ngụy tại Tu Ngư, hơn 8 vạn quân chư hầu bị giết, tướng Thân Sai bị Tần bắt sống. Trận thua quân Tần ở Tu Ngư khiến liên quân hợp tung của Công Tôn Diễn thất bại.

## Lần thứ hai
Thành công của Công Tôn Diễn trong lần liên minh đầu tiên là phá được thế liên hoành giữa 3 nước lớn Tần, Tề và Sở, khiến họ đứng về phía mình. Sau thất bại của liên quân ở Tu Ngư, Công Tôn Diễn rời vũ đài chính trị, phái liên hoành thắng thế. Nước Tần sợ mối liên minh Tề và Sở nguy hại cho mình nên sai Trương Nghi đi sang Sở ly gián, lừa gạt Sở Hoài vương tới 2 lần, khiến nước Sở bị mất đồng minh Điền Tề (năm 312 TCN), mất nhiều đất đai về tay Tần, bản thân Hoài vương bị nước Tần bắt giữ khi đến hội họp và cuối cùng chết ở nước Tần (296 TCN).
Phong trào hợp tung lại được khôi phục, dưới sự phát động của quý tộc nước Tề là Mạnh Thường quân Điền Văn vào năm 298 TCN. Nhưng lần hợp tung này không có Sở, Triệu và Yên tham gia. Nước Sở vừa suy nhược sau khi bị Tần đánh bại nhiều lần và Sở Hoài vương bị bắt, Sở Khoảnh Tương vương mới lên ngôi thế lực còn rất yếu không thể động binh. Nước Triệu đang muốn tập trung binh lực tiêu diệt nước Trung Sơn nên Triệu Vũ Linh vương cũng không muốn sang mặt trận phía tây đánh Tần. Còn vua Yên khi đó là Chiêu vương mới lên ngôi sau cuộc biến loạn và bị chính quân Tề Mẫn vương tàn phá, rất căm thù nước Tề, chỉ nuôi chí báo thù Tề chứ không liên minh với Tề.
Do đó liên minh chỉ có Tề, Hàn và Ngụy tham gia. Mạnh Thường quân có phương lược lãnh đạo tốt, quân 3 nước cùng tiến đến ải Hàm Cốc, thu được thắng lợi. Sang năm 297 TCN, quân 3 nước lại đánh bại quân Tần lần thứ 2. Đến năm 296 TCN, Mạnh Thường quân lại chỉ huy liên quân đánh tới cửa Hàm Cốc lần thứ 2, chiếm được thành Diêm Thị. Tần Chiêu Tương vương sau nhiều thất bại liên tiếp phải cầu hòa, trả lại đất Phong Lăng cho nước Ngụy và đất Vũ Toại cho nước Hàn.

## Lần thứ ba
Sau lần hợp tung thành công, nước Tề càng lớn mạnh. Tề Mẫn vương trở nên kiêu ngạo, không tin dùng Mạnh Thường quân. Để phá hợp tung, Tần Chiêu Tương vương lại sai sứ sang đề nghị Tần và Tề cùng xưng đế. Hai bên giao ước vua Tần xưng làm Tây Đế, vua Tề xưng làm Đông Đế, và cùng mang quân tấn công nước Triệu nằm giữa cũng trở nên lớn mạnh khi vừa tiêu diệt Trung Sơn.
Biện sĩ Tô Tần với tư thế của người giúp Yên Chiêu vương – vị vua muốn báo thù nước Tề - muốn làm yếu nước Tề trước hết phải phá việc liên hoành giữa Tề và Tần, ngăn cản hai nước xưng đế.
Năm 288 TCN, Tô Tần sang nước Tề. Ông chỉ ra cho vua Tề thấy rằng nếu cùng xưng đế với Tần thì các nước chỉ tôn trọng Tần mà không tôn trọng Tề, nếu bỏ đế hiệu thì các nước sẽ cảm tình với Tề mà ghét Tần, vì vậy vua Tề quyết định bỏ đế hiệu. Giữa đánh Triệu và đánh Tống, ông cũng cho vua Tề thấy Tống yếu Triệu mạnh, do đó đánh Tống dễ thành công hơn là đánh Triệu. Sau khi vua Tề bỏ đế hiệu, vua Tần cũng buộc phải bỏ đế hiệu vào tháng 12 năm 288 TCN.
Sau khi phá vỡ mối liên hoành Tề và Tần, Tô Tần tiếp tục đi du thuyết các nước Yên, Tề, Triệu, Ngụy, Hàn, tích cực liên hệ với Phụng Dương quân, Mạnh Thường quân, Hàng Mận, Chu Tới, Hàn Dư Vi là các đại thần ở các nước này để đẩy mạnh việc hợp tung.
Tề Mẫn vương muốn tham gia hợp tung chống Tần để làm Tần yếu đi khiến mình có thể dễ dàng chiếm Tống. Triệu nằm giữa Tần và Tề mạnh, rất sợ liên minh của hai nước này, nên tìm cách liên hệ với nước Tề phía đông để làm yếu Tần. Nắm quyền nước Triệu khi đó là Phụng Dương quân Lý Đoái. Lý Đoái là người thân Tề nên rất tán thành hợp tung.
Hàn và Ngụy nằm giáp với Tần, khi thấy Tề và Triệu liên minh thì họ muốn tham gia. Nước Yên vì lợi ích của nước nhỏ cũng phải tham gia liên minh. Kết quả năm 287 TCN, 5 nước Yên, Tề, Triệu, Hàn, Ngụy cùng hợp tung.
Tuy nhiên, liên quân 5 nước họp tại giữa Huỳnh Dương và Thành Cao, chưa phát động tấn công Tần thì giải tán. Chỉ có quân Tề nhân cơ hội đó xua quân đánh Tống, tiêu diệt nước Tống vào năm 286 TCN. Việc đánh Tần tuy không thành công, nhưng Tô Tần đã đạt được mục đích ly gián liên minh "liên hoành" giữa Tề và Tần.
Không lâu sau, cả Tô Tần và Tề Mẫn vương đều bị giết. Tề bị liên quân các nước đánh bại và bị Yên chiếm đóng trong 5 năm. Hợp tung tan vỡ.

## Lần thứ tư
Sau khi đẩy lui quân Yên về nước, khôi phục quốc gia, Tề không thể lấy lại sức mạnh như thời Tề Mẫn vương. Bản thân các nước tham gia hợp tung gây chiến tranh làm suy yếu lẫn nhau, nên quân Tần thừa thế mở nhiều cuộc tấn công sang đông, lấn đất đai các nước. Ba nước nằm giáp Tần là Tam Tấn (Hàn, Triệu, Ngụy) bị thiệt hại nhiều nhất, sau nhiều lần chiến bại phải cắt đất cầu hòa liên miên.
Năm 260 TCN, quân Tần đánh bại quân Triệu một trận lớn ở Trường Bình, giết hơn 40 vạn quân Triệu. Sang năm 258 TCN, quân Tần thừa thắng tiến sang vây hãm kinh thành nước Triệu là Hàm Đan.
Nước Triệu nguy cấp, bèn sai sứ cầu cứu nước Ngụy, Tề, còn Bình Nguyên quân Triệu Thắng đích thân sang Sở đề nghị Sở Khoảnh Tương vương hợp tung chống Tần. Do sự thuyết phục của người khách Mao Toại (dưới quyền Bình Nguyên quân), vua Sở bằng lòng hợp tung, cử Xuân Thân quân Hoàng Yết đi cứu. Cùng lúc, Ngụy An Ly vương cũng cử Tấn Bỉ mang quân cứu Triệu. Tuy nhiên cả hai cánh quân Sở, Ngụy đều chỉ hư trương thanh thế không giao chiến với quân Tần. Riêng nước Tề, khi đó dưới thời Tề vương Kiến, thế nước đã suy yếu, lại dùng chính sách liên hoành với Tần, giao hảo với nước Tần không chịu hưởng ứng hợp tung với chư hầu.
Em vua Ngụy là công tử Ngụy Vô Kỵ hăng hái hưởng ứng hợp tung, lấy trộm binh phù của vua anh Ngụy An Ly vương, ra mặt trận lừa giết tướng Tấn Bỉ đoạt lấy quân đội và dẫn quân đánh úp quân Tần. Tướng Tần là Vương Lăng thua to phải rút về nước.
Lần hợp tung chống Tần này chỉ có 3 nước Triệu, Ngụy, Sở, công lao lớn nhất thuộc về Tín Lăng quân Vô Kỵ.

## Lần thứ năm
Mười năm sau (247 TCN), quân Tần vây hãm kinh đô Đại Lương của nước Ngụy. Vua Ngụy sai sứ đến mời Ngụy Vô Kỵ về nước trao binh quyền. Ngụy Vô Kỵ sai sứ báo khắp các chư hầu. Chư hầu các nước Triệu, Sở, Hàn, Yên nghe tin Ngụy Vô Kỵ làm tướng, đều sai tướng đem quân hợp sức cứu Ngụy. Chỉ có Tề vương Kiến vẫn tiếp tục chính sách liên hoành với Tần, dù có ý kiến khuyên nên hợp tung nhưng vẫn không phát quân theo Ngụy.
Tín Lăng quân cầm quân cả năm nước đánh tan quân Tần ở Hà Ngoại. Tướng Tần là Mông Ngao bỏ chạy. Nguỵ Vô Kỵ thừa thắng đuổi quân Tần đến ải Hàm Cốc, chẹn đường quân Tần, quân Tần không dám ra.
Hợp tung thắng lợi. Nhưng uy tín của Ngụy Vô Kỵ quá cao, lại do nước Tần ly gián làm Ngụy An Ly vương lo ngại. Cuối cùng Tín Lăng quân bị giải chức và qua đời năm 243 TCN.

## Lần thứ sáu
Người phát động hợp tung lần thứ 6 là tướng Bàng Noãn nước Triệu vào năm 241 TCN. Theo sự vận động của nước Triệu, quân các nước Yên, Sở, Ngụy cùng đến họp.
Dưới sự chỉ huy của Bàng Noãn, liên quân 4 nước tấn công đất Loát của nước Tần. Tuy nhiên quân Tần giữ vững, quân 4 nước không hạ được phải rút lui về. Bàng Noãn lại tấn công nước Tề, đánh chiếm đất Nhiêu An.
Đó là lần hợp tung cuối cùng giữa các nước chư hầu Sơn Đông. Hơn 10 năm sau, nước Tần bắt đầu xóa sổ từng nước. Các nước không lập lại được thế hợp tung để cùng chống Tần, cuối cùng đều bị tiêu diệt.

## Đánh giá
Hợp tung (cũng như liên hoành) không phải là một hệ phái chính trị hay hệ phái học thuật, chỉ là chính sách liên minh vì lợi ích sinh tồn trực tiếp của từng quốc gia. Hợp tung không bền vững ngay từ những lần tập hợp đầu tiên, nên các sử gia vẫn gọi vắn tắt là kiểu liên minh "sớm vầy tối khác".
Các nước chư hầu đương thời có mối quan hệ phức tạp, nên các biện sĩ tìm nhiều cách để khai thác du thuyết nhằm kiếm danh lợi. Các sử gia cho rằng hợp tung có những nhược điểm lớn, là một nguyên nhân quan trọng khiến các nước hợp tung thất bại trong việc chống Tần: 
1. Quá coi trọng việc dựa vào sức mạnh bên ngoài (của nước khác), phóng đại quá mức tác dụng của sách lược và mưu kế, không quan tâm đúng mức tới phát huy những yếu tố nội tại như cải cách kinh tế, chính trị nước mình để cho nước giàu binh mạnh
2. Thiếu tầm nhìn xa, chỉ mong muốn đạt được hiệu quả nhất thời

Trong 6 lần hợp tung, lần thứ 3 vào năm 287 TCN chỉ phát động mà không hành động nhằm vào Tần. Những cuộc tấn công khác hoặc thất bại hoặc không gây được tổn thất lớn cho nước Tần, cũng không đủ khả năng bù đắp những thiệt hại mà Tần đã gây ra cho các nước trước đó. Các nước tham gia hợp tung nhưng liên minh không chặt chẽ, không coi trọng tín nghĩa, thiếu lòng chân thành.
Hơn nữa, các nước hợp tung đều có những tính toán riêng vì lợi ích của mình, khi cần có thể lại ngả sang theo Tần và đánh nước đồng minh; bên ngoài có vẻ nhất trí nhưng bên trong lại do dự, mất đoàn kết. Ngoài ra, chính các nước Sơn Đông cũng gây nhiều cuộc chiến chống lại nhau nhằm thu lợi, tàn sát lẫn nhau, làm suy yếu đối thủ chung của nước Tần. Riêng nước Tề từ thời Tề vương Kiến chủ trương liên hoành, bỏ mặc các chư hầu không chi viện. Tất cả những yếu tố đó tạo điều kiện cho nước Tần càng về sau càng tiến về đông thuận lợi.
Xét trên thực tế, liên minh giữa các nước tạo ra sức mạnh đáng kể và khiến nước Tần phải dè chừng, vì thế để tiến về đông được, nước Tần phải tìm mọi cách phân hóa các nước hợp tung.
Trong sách Tư trị thông giám, sử gia Tư Mã Quang thời Bắc Tống cho rằng: "Hợp tung là quyền lợi cụ thể của 6 nước, giả dụ 6 nước có thể giữ chữ tín, chữ nghĩa để thân mật hợp tác, thì dù nước Tần cường bạo, sáu nước cũng không đến nỗi bị diệt vong". Tư Mã Quang xem Tam Tấn (Hàn, Triệu, Ngụy) là rào giậu, là bình phong của Tề và Sở, còn Tề và Sở là gốc rễ của Tam Tấn, giữa họ phải có sự nương tựa, tuyệt đối không thể tấn công lẫn nhau. Vì vậy Tư Mã Quang xem việc Tam Tấn đánh Tề là tự nhổ gốc rễ của mình, còn Tề và Sở tấn công Tam Tấn là tự bỏ rào giậu của mình. Sự chia rẽ giữa các chư hầu Sơn Đông giúp nước Tần lần lượt gạt bỏ từng chướng ngại để đi đến tiêu diệt toàn bộ.

## Các đại biểu hợp tung
- Công Tôn Diễn
- Tô Tần
- Mạnh Thường quân
- Bình Nguyên quân
- Tín Lăng quân
- Xuân Thân quân
- Bàng Noãn
- Kỳ Băng